# Obizzo III d'Este
Obizzo III d'Este (14 juli 1294 - 20 maart 1352) was heer van Ferrara vanaf 1326 tot aan zijn dood. Hij was een zoon van Aldobrandino II en zijn vrouw Alda Rangoli. Aldobrandino was heerser van Ferrara samen met zijn broers Rinaldo en Niccolò en zijn neef Fulco, maar uiteindelijk regeerde hij als alleenheerser. Hij slaagde erin om zijn familiebezittingen uit te breiden met Modena (1336) en Parma (1344-46). Obizzo trouwde voor het eerst in 1317 met Jacopa Pepoli en vervolgens in 1347 met Lippa Ariosti. Obizzo stierf in 1352 en werd opgevolgd door zijn zoon Aldobrandino.